# Bothriochloa hirtifolia
Bothriochloa hirtifolia är en gräsart som först beskrevs av Jan Svatopluk Presl, och fick sitt nu gällande namn av Johannes Jan Theodoor Henrard. Bothriochloa hirtifolia ingår i släktet Bothriochloa och familjen gräs. Inga underarter finns listade i Catalogue of Life.